# 粗颈紫堇
粗颈紫堇（学名：Corydalis crassirhizomata），为罂粟科紫堇属下的一个植物种。